# Ракалово
Ракалово — деревня в Белохолуницком районе Кировской области. Административный центр Ракаловского сельского поселения.

## География
Находится на расстоянии примерно 11 километров по прямой на север-северо-восток от районного центра города Белая Холуница.

## История
Известна с 1670 года, когда в ней было учтено 3 двора (вотчина Никольской соборной церкви). В 1764 году отмечено 59 жителей, в 1873 году дворов 18 и жителей 128, в 1905 34 и 246 соответственно, в 1926 50 и 265. В 1950 26 дворов и 92 жителя, в 1989 году 184 постоянных жителя.

## Население
Постоянное население  составляло 198 человек (русские 98%) в 2002 году, 183 в 2010.